# Yaracuyanos FC
Yaracuyanos Fútbol Club – wenezuelski klub piłkarski z siedzibą w San Felipe. 

## Historia
Yaracuyanos Fútbol Club został założony 2006. W następnym roku zadebiutował w trzeciej lidze wenezuelskiej, którą w debiutanckim sezonie Yaracuyanos wygrało i awansowało do drugiej. Równie krótki był pobyt na zapleczu wenezuelskiej ekstraklasy. 
Mimo zajęcia dopiero 9. miejsca klub awansował na miejsce UA Maracaibo, który odstąpił mu miejsce. W debiutanckim sezonie Yaracuyanos zajęło 15. miejsce. W sezonie 2010/11 klub zajął 9. miejsce, dzięki czemu zakwalifikował się do rozgrywek Copa Sudamericana 2011. Przygoda z Copa Sudamericana nie trwała długo, gdyż w I rundzie kwalifikacyjnej odpadło z ekwadorskim LDU Quito (1-1 u siebie i 0-1 na wyjeździe). W sezonie 2011/12 Yaracuyanos klub zajął 8. miejsce i po raz drugi zakwalifikował się do Copa Sudamericana.

## Sukcesy
- mistrzostwo Tercera División Venezolana: 2008.

## Reprezentanci kraju grający w klubie
- Jorge López Caballero

## Sezony wPrimera División Venezolana
| Sezon   | Uzyskane Miejsce |
| ------- | ---------------- |
| 2009-10 | 13               |
| 2010-11 | 9                |
| 2011-12 | 8                |